# Јесења изложба УЛУС-а (1984)
Јесења изложба УЛУС-а (1984) је трајала од 22. октобра до 22. новембра 1984. године. Одржана је у галеријском простору Удружења ликовних уметника Србије, у Београду.

## Излагачи
1. Срђан Алексић
2. Градимир Алексић
3. Петар Бановић
4. Веселин Бањевић
5. Селимир Барбуловић
6. Братомир Баругџић
7. Зоран Белић
8. Боса Беложански
9. Афродита Благојевић
10. Мирослав Благојевић
11. Драган Богичић
12. Драгољуб Босић
13. Владимир Бошковић
14. Драган Васић
15. Растко Васић
16. Звонимир Властић
17. Ненад Војичић
18. Лазар Вујаклија
19. Момчило Вујисић
20. Бошко Вукашиновић
21. Љубица Вукобрадовић
22. Радислав Вучинић
23. Михаило Глигорић
24. Љиљана Павловић
25. Александар Димитријевић
26. Драган Добрић
27. Едвина Драговић
28. Предраг Драговић
29. Стеван Дукић
30. Даринка Ђорђевић
31. Мирослав Ђорђевић
32. Ружица Ђорђевић
33. Александар Ђурић
34. Љубиша Ђурић
35. Жељко Ђуровић
36. Фатимир Зајми
37. Весна Зламалик
38. Владимир Јанковић
39. Богдан Јовановић
40. Обрад Јовановић
41. Селимир Јовановић
42. Сергеј Јовановић
43. Дејан Јовичић
44. Мирјана Јокановић
45. Вера Јосифовић
46. Предраг Јоцић
47. Маријана Каралић
48. Слободан Каштаварац
49. Стојан Ковачевић
50. Емило Костић
51. Анастасија Краљић
52. Јован Крижек
53. Недељко Лампић
54. Велимир Матејић
55. Душан Матић
56. Јања Марић
57. Петар Марић
58. Весна Марковић
59. Душан Машовић
60. Предраг Микалачки
61. Бранислав Милашиновић
62. Милан Миљковић
63. Слободан Михаиловић
64. Светислав Младеновић
65. Јован Мрђеновачки
66. Борислава Недељковић
67. Јелка Нешковић Думовић
68. Добривоје Николић
69. Радмила Крстић Николић
70. Мирослав Николић
71. Зоран Нинковић
72. Вукица Обрадовић Драговић
73. Радивоје Павловић
74. Стојан Пачов
75. Јосипа Пашћан
76. Драга Петровић
77. Драгана Петровић Власак
78. Милорад Пешић
79. Владимир Попин
80. Божидар Продановић
81. Зоран Пурић
82. Божидар Раднић
83. Милутин Радојичић
84. Стоја Рађеновић
85. Владанка Рашић
86. Џенгис Реџепагић
87. Ратомир Руварац
88. Ђорђе Секулић
89. Димитрије Сретеновић
90. Мирољуб Сретеновић
91. Драган Станаћев
92. Раде Станковић
93. Милица Стевановић
94. Марија Стошић
95. Војислав Танасијевић
96. Зоран Топузовић
97. Титко Ћаће
98. Милорад Ћирић
99. Милан Узелац
100. Љубиша Урошевић
101. Нусрет Хрвановић
102. Јосиф Хрдличка
103. Драгана Цигарчевић
104. Марина Шрајбер
105. Бранислав Цепењор
106. Михаило Бата Протић